# Rekordy mistrzostw NACAC w lekkoatletyce
Rekordy mistrzostw NACAC w lekkoatletyce – najlepsze rezultaty w historii tej imprezy.

## Mężczyźni
| Konkurencja                   | Rezultat         | Zawodnik                                                                           | Miejsce uzyskania | Data             |
| ----------------------------- | ---------------- | ---------------------------------------------------------------------------------- | ----------------- | ---------------- |
| bieg na 100 m                 | 9,98 (-0,4 m/s)  | Ackeem Blake                                                                       | Freeport          | 20 sierpnia 2022 |
| bieg na 200 m                 | 19,87 (+0,6 m/s) | Andrew Hudson                                                                      | Freeport          | 21 sierpnia 2022 |
| bieg na 400 m                 | 44,63            | Christopher Taylor                                                                 | Freeport          | 20 sierpnia 2022 |
| bieg na 800 m                 | 1:45,79          | Ryan Martin                                                                        | San José          | 9 sierpnia 2015  |
| bieg na 1500 m                | 3:37,62          | Eric Holt                                                                          | Freeport          | 21 sierpnia 2022 |
| bieg na 5000 m                | 13:57,53         | Lopez Lomong                                                                       | San José          | 8 sierpnia 2015  |
| bieg na 10 000 m              | 29:23,77         | Sean McGorty                                                                       | Freeport          | 19 sierpnia 2022 |
| bieg na 110 m przez płotki    | 13,00 (+0,3 m/s) | Freddie Crittenden                                                                 | Freeport          | 20 sierpnia 2022 |
| bieg na 400 m przez płotki    | 47,34            | Kyron McMaster                                                                     | Freeport          | 21 sierpnia 2022 |
| bieg na 3000 m z przeszkodami | 8:22,55          | Evan Jager                                                                         | Freeport          | 21 sierpnia 2022 |
| sztafeta 4 × 100 m            | 38,07            | Jamajka · Mario Forsythe · Jason Livermore · Oshane Bailey · Sheldon Mitchell      | San José          | 9 sierpnia 2015  |
| sztafeta 4 × 400 m            | 3:00,07          | Stany Zjednoczone · Clayton Parros · Calvin Smith · Marcus Chambers · James Harris | San José          | 9 sierpnia 2015  |
| chód na 20 km                 | 1:25:39          | Evan Dunfee                                                                        | Toronto           | 10 sierpnia 2018 |
| chód na 20 000 m              | 1:26:21,08       | José Ortiz                                                                         | Freeport          | 20 sierpnia 2022 |
| skok wzwyż                    | 2,28             | Jeron Robinson                                                                     | Toronto           | 11 sierpnia 2018 |
| skok wzwyż                    | 2,28             | Michael Mason                                                                      | Toronto           | 11 sierpnia 2018 |
| skok wzwyż                    | 2,28             | Donald Thomas                                                                      | Toronto           | 11 sierpnia 2018 |
| skok wzwyż                    | 2,28             | Django Lovett                                                                      | Toronto           | 11 sierpnia 2018 |
| skok o tyczce                 | 5,45             | Scott Houston                                                                      | Toronto           | 12 sierpnia 2018 |
| skok w dal                    | 8,29 (-0,4 m/s)  | Marquis Dendy                                                                      | Toronto           | 12 sierpnia 2018 |
| trójskok                      | 16,98 (+1,4 m/s) | Yordanys Durañona                                                                  | San José          | 7 sierpnia 2015  |
| pchnięcie kulą                | 21,68            | Darrell Hill                                                                       | Toronto           | 10 sierpnia 2018 |
| rzut dyskiem                  | 68,47            | Fedrick Dacres                                                                     | Toronto           | 12 sierpnia 2018 |
| rzut młotem                   | 78,29            | Rudy Winkler                                                                       | Freeport          | 20 sierpnia 2022 |
| rzut oszczepem                | 84,32            | Curtis Thompson                                                                    | Freeport          | 20 sierpnia 2022 |
| dziesięciobój                 | 6330 pkt.        | Darvin Colon                                                                       | San Salvador      | 14 lipca 2007    |

## Kobiety
| Konkurencja                   | Rezultat         | Zawodniczka                                                                                   | Miejsce uzyskania | Data             |
| ----------------------------- | ---------------- | --------------------------------------------------------------------------------------------- | ----------------- | ---------------- |
| bieg na 100 m                 | 10,83 (-0,1 m/s) | Shericka Jackson                                                                              | Freeport          | 20 sierpnia 2022 |
| bieg na 200 m                 | 22,35 (+0,3 m/s) | Brittany Brown                                                                                | Freeport          | 21 sierpnia 2022 |
| bieg na 400 m                 | 49,40            | Shaunae Miller-Uibo                                                                           | Freeport          | 20 sierpnia 2022 |
| bieg na 800 m                 | 1:57,52          | Ajeé Wilson                                                                                   | Toronto           | 11 sierpnia 2018 |
| bieg na 1500 m                | 4:04,53          | Heather MacLean                                                                               | Freeport          | 21 sierpnia 2022 |
| bieg na 5000 m                | 15:11,68         | Natosha Rogers                                                                                | Freeport          | 19 sierpnia 2022 |
| bieg na 10 000 m              | 33:12,42         | Stephanie Bruce                                                                               | Freeport          | 20 sierpnia 2022 |
| bieg na 100 m przez płotki    | 12,55 (+0,9 m/s) | Kendra Harrison                                                                               | Toronto           | 11 sierpnia 2018 |
| bieg na 400 m przez płotki    | 53,32            | Shamier Little                                                                                | Toronto           | 12 sierpnia 2018 |
| bieg na 3000 m z przeszkodami | 9:34,16          | Gabrielle Jennings                                                                            | Freeport          | 19 sierpnia 2022 |
| sztafeta 4 × 100 m            | 42,24            | Stany Zjednoczone · Barbara Pierre · LaKeisha Lawson · Dezerea Bryant · Kyra Jefferson        | San José          | 9 sierpnia 2015  |
| sztafeta 4 × 400 m            | 3:23,54          | Stany Zjednoczone · Kaylin Whitney · Kyra Jefferson · A'Keyla Mitchell · Jaide Stepter Baynes | Freeport          | 21 sierpnia 2022 |
| chód na 10 000 m              | 44:16,21         | Cristina López                                                                                | San Salvador      | 15 lipca 2007    |
| chód na 20 000 m              | 1:40:04,48       | Mirna Ortiz                                                                                   | Freeport          | 20 sierpnia 2022 |
| chód na 20 km                 | 1:36:34          | Maria Michta-Coffey                                                                           | Toronto           | 10 sierpnia 2018 |
| skok wzwyż                    | 1,92             | Vashti Cunningham                                                                             | Freeport          | 19 sierpnia 2022 |
| skok o tyczce                 | 4,75             | Katie Nageotte                                                                                | Toronto           | 11 sierpnia 2018 |
| skok w dal                    | 6,93 (+2,0 m/s)  | Quanesha Burks                                                                                | San José          | 9 sierpnia 2015  |
| trójskok                      | 14,49 (+1,5 m/s) | Thea LaFond                                                                                   | Freeport          | 21 sierpnia 2022 |
| pchnięcie kulą                | 20,15            | Sarah Mitton                                                                                  | Freeport          | 21 sierpnia 2022 |
| rzut dyskiem                  | 63,18            | Laulauga Tausaga-Collins                                                                      | Freeport          | 19 sierpnia 2022 |
| rzut młotem                   | 74,60            | DeAnna Price                                                                                  | Toronto           | 10 sierpnia 2018 |
| rzut oszczepem                | 64,68            | Kara Winger                                                                                   | Freeport          | 21 sierpnia 2022 |
| siedmiobój                    | 5022 pkt.        | Maria Gabriela Carrillo                                                                       | San Salvador      | 15 lipca 2007    |

## Mieszane
| Konkurencja        | Rezultat | Zawodnicy                                                                               | Miejsce uzyskania | Data             |
| ------------------ | -------- | --------------------------------------------------------------------------------------- | ----------------- | ---------------- |
| sztafeta 4 × 400 m | 3:25,39  | Stany Zjednoczone · Quincy Hall · Jaide Stepter Baynes · Ismail Turner · Kaylin Whitney | Freeport          | 20 sierpnia 2022 |